# トンネル式便所
トンネル式便所（トンネルしきべんじょ）は、便所の方式の一つである。暗渠式便所、薬研式便所、また俗に水洗ボットンとも呼ばれる。

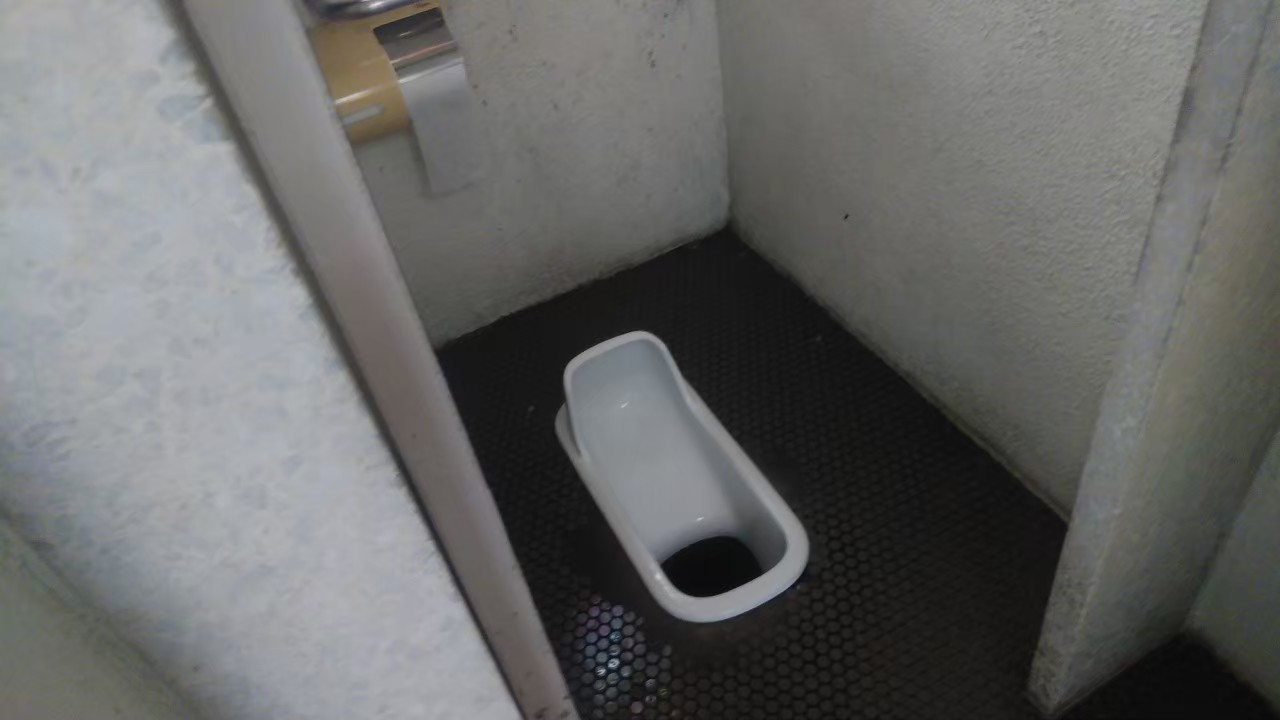
トンネル式便所。一定の間隔で水洗される。

## 構造
便器の半分（半穴または丸穴）、または全体に穴が開いてあり（全穴）、その穴が一度横に流れる管を通ったのちに下水道または浄化槽に流れる。一見すると非水洗便器を使うために汲み取り式と同じように見えるが、真下の水管に常時水が流れるようになっている。現在は、減少傾向にある。